# Chu Đức
Chu Đức (tiếng Trung: 朱德, pinyin: Zhū Dé, Wade-Giles: Chu Teh, tên tự: Ngọc Giai 玉阶; 1 tháng 12 năm 1886 – 6 tháng 7 năm 1976) là một chính khách và một nhà lãnh đạo quân sự Đảng Cộng sản Trung Quốc. Ông tên thật là Chu Đại Trân, quê ở huyện Nghi Lũng, tỉnh Tứ Xuyên.
Ông là một trong mười Nguyên soái của Cộng hòa Nhân dân Trung Hoa, được phong hàm trong một đợt phong Nguyên soái duy nhất vào ngày 23 tháng 9 năm 1955.
Năm 1928, Chu Đức đem khoảng 10.000 quân đến vùng Tỉnh Cương Sơn nhập với một lực lượng nhỏ hơn của Mao Trạch Đông để lập ra Quân đoàn 4 Hồng quân, và ông là Quân đoàn trưởng Quân đoàn 4, trong khi Mao Trạch Đông làm đại biểu Đảng tại đây, và lực lượng này được gọi là "bộ đội Chu-Mao". Ông làm Tổng Tư lệnh Hồng quân Trung Hoa thời kỳ 1931-37. Khi Quốc-Cộng hợp tác năm 1937, ông là Tổng chỉ huy Bát lộ quân, thuộc Quân Cách mạng quốc dân (do Tưởng Giới Thạch chỉ huy). Cùng với phó tư lệnh Bành Đức Hoài, Chu Đức đã phát động Chiến dịch Bách đoàn tấn công các đồn binh Nhật vào năm 1940. Chiến dịch kết thúc với thắng lợi lớn của Bát Lộ Quân. Mặc dù Mao Trạch Đông ban đồng ủng hộ chiến dịch này, Mao về sau coi đó là tác nhân đưa đến chính sách tiêu thổ, đốt phá tàn bạo của quân Nhật và viện dẫn nó để phê bình họ Bành tại Hội nghị Lư Sơn. Sau chiến tranh chống Nhật, Chu Đức tiếp tục dẫn dắt Hồng quân Trung Hoa đánh bại Quốc Dân Đảng của Tưởng Giới Thạch trong Nội chiến Quốc-Cộng lần thứ hai 1946-49. Năm 1949, Chu Đức được đề cử làm Tổng tư lệnh Quân Giải phóng Nhân dân Trung Quốc, và do đó ông thường được xem là người sáng lập ra quân đội này. Trên cương vị này, Chu lãnh đạo lực lượng Trung Quốc tiến hành chiến tranh "kháng Mỹ, viện Triều" năm 1951-53.
Ông gia nhập Đảng Cộng sản Trung Quốc từ năm 1922, là ủy viên Trung ương và ủy viên Bộ Chính trị từ năm 1934. Từ năm 1956 đến năm 1966, ông là Phó Chủ tịch Ủy ban Trung ương Đảng Cộng sản Trung Quốc, ủy viên thường vụ Bộ Chính trị (1956-1969 và từ 1973 cho đến khi mất).
Sau khi nước Cộng hòa Nhân dân Trung Hoa được thành lập, ông giữ chức Phó Chủ tịch Chính phủ nhân dân Trung ương (1949-1954), Phó Chủ tịch nước (1954-1959), Ủy viên trưởng Ủy ban thường vụ Đại hội đại biểu nhân dân toàn quốc (1959-1976).

## Đời tư
Ông thuộc về một gia đình người Khách Gia có tổ tiên tại Quảng Đông, sau này di cư lên Tứ Xuyên. Chu Đức từng cưới tổng cộng 6 người vợ là Lưu thị, Tiêu Cúc Phương, Trần Ngọc Trinh, Hà Trị Hoa, Ngũ Nhược Lan và Khang Khắc Thanh.